# 孫翔林
孫翔林（？—？），字梧喈，陝西府谷人。清朝翰林。
道光十八年（1838年）戊戌科進士。選翰林院庶吉士，散館授編修。